# Asparagus retrofractus
Asparagus retrofractus — вид рослин із родини холодкових (Asparagaceae).

## Біоморфологічна характеристика
Це багаторічний виткий кущ 30–300 см заввишки. Поверхня стебла запушена.

## Середовище проживання
Ареал: ПАР, Ботсвана, Намібія.